# Ciné Jaude
 (janvier 2021).
Si vous disposez d'ouvrages ou d'articles de référence ou si vous connaissez des sites web de qualité traitant du thème abordé ici, merci de compléter l'article en donnant les références utiles à sa vérifiabilité et en les liant à la section « Notes et références ».
Le cinéma Ciné Jaude est un cinéma de l'agglomération de Clermont-Ferrand créé en 1980, qui a fermé  ses portes le 31 juillet 2025, situé dans le centre commercial Centre Jaude. Le cinéma est équipé en numérique et en 3D.
En 2000 il est intégré au groupe Davoine-Ciné Alpes (comme le Ciné Capitole sur la place de Jaude et le Ciné Dôme à Aubière), lui-même racheté par Pathé Gaumont en 2019.